# Juan XXIII, el papa de la paz (miniserie)
Juan XXIII: El Papa de la Paz (en italiano: Papa Giovanni - Ioannes XXIII, también conocido como Juan XXIII, Papa Juan XXIII y Papa Juan XXIII: El Papa de la Paz) es una película para la televisión, de producción italiana del 2002 dirigida por Giorgio Capitani. La película está basada en hechos reales de la vida del Papa católico Juan XXIII, desde su niñez, hasta su muerte.

## Sinopsis
En 1958, fallece el Papa Pío XII. Tras su fallecimiento, el cardenal Angelo Roncalli, supervisando como será su tumba en su parroquia local recibiendo la noticia de parte de su secretario Loris Capovilla (estelarizado por Paolo Gasparini), se dirige al Vaticano para participar en un cónclave secreto que elegirá al nuevo Papa. Durante las reuniones, se produce una lucha enconada entre los cardenales progresistas y la facción conservadora, encabezada por los cardenales Alfredo Ottaviani (estelarizada por Claude Rich) y Doménico Tardini (estelarizado por Michael Mendl). El cónclave sigue su curso y Roncalli recuerda algunas escenas de su pasado, como la negación de su padre a que su hijo sea sacerdote, por el cual, un tío le apoya para que sea sacerdote y con ello le ofrece a su sobrino que le dará todo para que realizara sus sueños, el apoyo que ofreció a un grupo de trabajadores en huelga cuando era un joven sacerdote, la negociación secreta que llevó a cabo con un embajador nazi para salvar a numerosos judíos en Turquía y su labor de mediación a favor de varios obispos franceses ante el presidente Charles De Gaulle. Poco después, la elección se lleva a cabo y, bajo el nombre de Juan XXIII, Angelo Roncalli accede al pontificado, tras ello se dan numerosos encuentros con clérigos anglicanos y con la hija del entonces líder de la exUnión Soviética Nikita Krushev, Rada Kruscheva, ante la inminente guerra que se avecinaba, forjaron su legado.

## Reparto
- Ed Asner como Angelo Giuseppe Roncalli
- Massimo Ghini como Angelo Roncalli, de niño
- Claude Rich  como Card. Alfredo Ottaviani
- Michael Mendl como Mons. Domenico Tardini
- Franco Interlenghi como Mons. Giacomo Radini-Tedeschi
- Sydne Rome como Rada Krusheva
- Roberto Accornero como Mons. Angelo Dell'Acqua
- Jacques Sernas como Cardinal Maurice Feltin
- Paolo Gasparini como  Mons. Loris Capovilla
- Ivan Bacchi como  Guido Gusso
- Bianca Guaccero como Maria
- Heinz Trixner como Franz von Papen
- Sergio Fiorentini como Don Rebuzzini
- Emilio De Marchi como Tío Saverio
- Guido Roncalli como el Padre Kurteff
- Vincenzo Bellanich como Cardinal Giuseppe Siri
- Alvaro Piccardi como Antonio Samorè
- Osvaldo Ruggieri como Pio XI
- Tosca D'Aquino como Marianna Mazzola Roncalli
- Nicola Siri como Giovanni Roncalli ya siendo sacerdote
- Anna Valle como Rosa
- Mauro Rapagnani como Angelo Roncalli de joven
- Petra Faksova como la Hermana Ivana